# 해남 금강산성
해남 금강산성은 대한민국 전라남도 해남군 해남읍에 있는, 금강산(481m) 정상부에 산정을 분기점으로 북동방향과 남동방향 능선 사이의 계곡을 가로질러 쌓은 포곡식 산성이다. 2015년 6월 29일 해남군의 향토문화유산 제27호로 지정되었다.

## 개요
금강산성은 해남읍 진산인 금강산(481m) 정상부에 산정을 분기점으로 북동방향과 남동방향 능선 사이의 계곡을 가로질러 쌓은 포곡식 산성이다. 「동국여지승람」과 「동국여지지 산천조」에 기록되어 있다.
성축은 산정에서 남동능선은 비교적 직선에 가까운 급경사를 이루고,  북동능선은 완만한 경사로를 가진 포물선 형태로 축조되어 있다. 동벽의 길이는 300m이고 남벽은 525m이며 북벽은 700m 가량이다. 계곡의 중간에는 폭 8m의 동문지와 길이 10m 높이 1.7m의 성축이 남아 있어 성축의 축조방식을 알 수 있는 귀중한 자료를 제공해준다.
정상은 사방을 조망할 수 있는 요지이며 성내는 외부로부터 완전 은폐되어 있으면서도 인보(人保)에 충분한 공간이 확보되어 산성입보지 역할로 쌓은 성으로 보고 있다.